# Meuuh!
Meuuh! is een Belgisch bier. Het wordt gebrouwen door Brasserie Saint-Monon te Ambly in opdracht van Confrérie du Busson te Buissonville.

## Achtergrond
De “Broederschap van de Busson” of “Confrérie du Busson” werd in 1999 opgericht door een paar vrienden met als doel activiteiten rond bier te organiseren. In 2001 begonnen ze ook met het (laten) brouwen van eigen bieren. “Meuuh!” is hun recentste bier. “Meuh” is gewoon Frans voor “Boe”. Op het etiket staat dan ook een koe met een glas bier.
Meuuh! is een witbier met een alcoholpercentage van 5,5%.